# Dendrobium metachilinum
Dendrobium metachilinum är en orkidéart som beskrevs av Heinrich Gustav Reichenbach. Dendrobium metachilinum ingår i släktet Dendrobium, och familjen orkidéer. Inga underarter finns listade i Catalogue of Life.